# Élections provinciales de 2024 au Pendjab pakistanais
Les élections provinciales de 2023 au Pendjab pakistanais ont lieu le 8 février 2024 afin de renouveler les élus de l'Assemblée provinciale de la province pakistanaise du Pendjab.
Le scrutin provincial, objet de luttes politiques entrecoupés de décisions juridiques non respectées dans le contexte d'une importante crise politique tant au niveau national que provincial, est annoncé à plusieurs reprises entre avril et octobre. Des élections législatives sont organisées le même jour au niveau national.

## Contexte

### National
Les élections ont lieu dans le sillage d'une importante crise politique nationale ayant vu la perte du pouvoir par le Premier ministre et dirigeant du Mouvement du Pakistan pour la justice (PTI) Imran Khan, remplacé par le chef de l'opposition Shehbaz Sharif, de la Ligue musulmane du Pakistan (N). La tentative d'Imran Khan de convoquer des élections anticipées avant le vote d'une motion de censure est invalidée par la Cour suprême, ce qui conduit au vote de la motion début avril 2022,.
Les évènements provoquent d'importantes manifestations organisées par Imran Khan, qui reste toujours populaire auprès de larges pans de la population,. Le 3 novembre 2022, il est victime d'une tentative d'assassinat à Wazirabad au cours de laquelle il est blessé par balle à la jambe. Il accuse Shehbaz Sharif d'en être responsable
Imran Khan ayant été déclaré inéligible après une condamnation pour corruption, la commission électorale exige du PTI la tenue d'élections primaires internes pour le remplacer à la tête du parti. A défaut, le PTI risque alors de perdre son symbole électoral, la Batte de cricket. Or, la possession d'un symbole électoral fait partie des conditions obligatoires pour participer aux législatives. Gohar Khan est élu chef du parti le 3 décembre.
La commission électorale invalide cependant la primaire, empêchant ainsi le parti de participer au scrutin. Le 26 décembre 2023, la Haute Cour de justice de Peshawar suspend la décision de la commission et rétablit le symbole électoral, en attendant un examen sur le fond par la Cour suprême du Pakistan. Rendu le 13 janvier 2024, celui-ci voit la Cour suprême confirmer la décision de la commission électorale. Le PTI est ainsi de facto interdit de concourir, tous ses candidats se voyant contraints de soumettre leur candidature en tant qu'indépendants,.

### Provincial

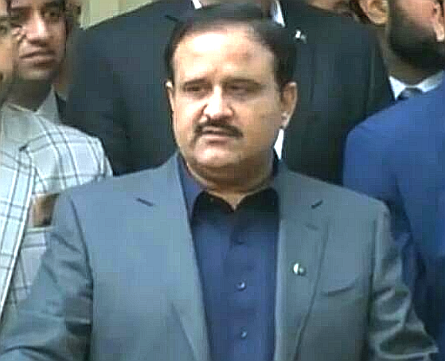
Usman Buzdar

Après être arrivé en tête aux élections provinciales de 2018, le PTI forme comme au niveau national une alliance avec la Ligue musulmane du Pakistan (Q) après avoir reçu le ralliement de 25 indépendants, portant le dirigeant local du PTI, Usman Buzdar, au poste de ministre en chef du Pendjab. Les autres alliés du PTI au niveau national, le Parti baloutche Awami, la Grande alliance démocratique ainsi que le Mouvement Muttahida Qaumi, sont quant à eux absents de l'assemblée provinciale. Arrivé deuxième, la Ligue musulmane du Pakistan (N) devient le principal parti d'opposition.

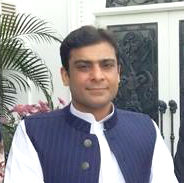
Hamza Shehbaz Sharif

Le retournement d'alliance national opéré en 2022 atteint cependant le Pendjab, où une motion de censure est déposée à l'encontre d'Usman Buzdar dans la foulée de celle ayant renversé Imran Khan. Le ministre en chef décide de démissionner avant le vote de la motion, organisé le 16 avril. Ce jour-là, l'assemblée provinciale vote son remplacement par Hamza Shehbaz Sharif, dirigeant de la Ligue musulmane du Pakistan (N), avec le soutien du Mouvement démocratique pakistanais, nouvellement créé, tandis que le PTI et la Ligue musulmane du Pakistan (Q) tentent en vain de se maintenir en soutenant la candidature de l'ancien président de l'assemblée, Chaudhry Pervaiz Elahi. Le vote produit une véritable émeute au sein de l'assemblée, la victoire de Hamza Shehbaz Sharif ayant été rendue possible par la défection surprise le jour même de 25 membres du PTI. Des députés se lancent des projectiles et en viennent même au mains. Pour la première fois de l'histoire de l'assemblée provinciale, il est fait recours à l'intervention de la police, qui arrête plusieurs députés,.
Les 25 députés PTI dissidents perdent par la suite leurs sièges sur décision de la Cour suprême, la constitution interdisant cette pratique. Les élections partielles organisées le 17 juillet 2022 pour les remplacer sont largement remportées par le PTI, provoquant la perte de la majorité absolue détenue par la coalition au pouvoir au profit de Chaudhry Pervaiz Elahi, qui devient ministre en chef le 22 juillet,.
Le 12 janvier 2023, à la demande d'Imran Khan, Elahi dissout l'assemblée provinciale. Les élections doivent alors avoir lieu dans les 90 jours, soit au plus tard le 14 avril 2023,. Le gouvernement et l'opposition ne parvenant pas à s'entendre sur un candidat commun, la commission électorale pakistanaise désigne le 22 janvier Mohsin Raza Naqvi au poste de ministre en chef par intérim, chargé de la conduite des élections.

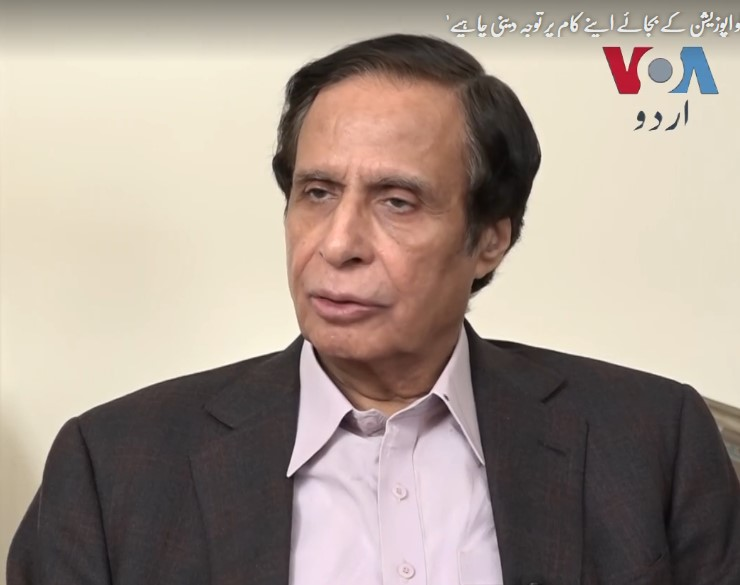
Chaudhry Pervaiz Elahi

Plusieurs semaines s'écoulent sans que la date du scrutin ne soit annoncée, alimentant les tensions politiques. La Haute cour de Lahore ordonne alors le 10 février à la commission électorale d'annoncer immédiatement la date, mais la décision de la cour reste sans effets. Dix jours plus tard, la situation conduit le président Arif Alvi à fixer unilatéralement le scrutin au 9 avril. Le 1er mars, La Cour suprême juge sa décision constitutionnelle par trois voix contre deux, mais juge que l'ampleur du délai dans son annonce ne permet pas d'organiser le scrutin dans de bonnes conditions à la date donnée, et ordonne à la commission de fixer une nouvelle date « dans les plus courts délais »,. La commission s’exécute cette fois, et annonce le 3 mars une tenue du scrutin le 30 avril. Le 22 mars cependant, elle reporte ce dernier au 8 octobre, estimant impossible de tenir le délai. Trois jours plus tard, un recours est déposé à l'encontre de cette décision par le président de l'assemblée provinciale, Sibtain Khan, qui dépose également une plainte pour outrage au tribunal. Forcée à nouveau d'intervenir, la Cour suprême juge le 4 avril inconstitutionnel le report et fixe directement les élections au 14 mai.
Début mai, après plusieurs semaines de négociations entre le gouvernement et le PTI, les deux camps ne parviennent pas à s'entendre sur la date de la tenue des élections législatives au niveau national, qu'ils souhaitent cependant tous deux faire coïncider avec les élections provinciales. L'absence de préparation du scrutin — notamment par le refus du Parlement d'accepter d'allouer des fonds pour le scrutin — malgré l'injonction de la Cour suprême provoque cependant un nouveau report,.
Le 5 août 2023, le Premier ministre Shehbaz Sharif annonce que le scrutin aura lieu sur la base du nouveau recensement. Cette décision reporte le scrutin jusqu'en avril 2024,. La date du scrutin est fixée le 2 novembre au 8 février 2024.

## Système électoral

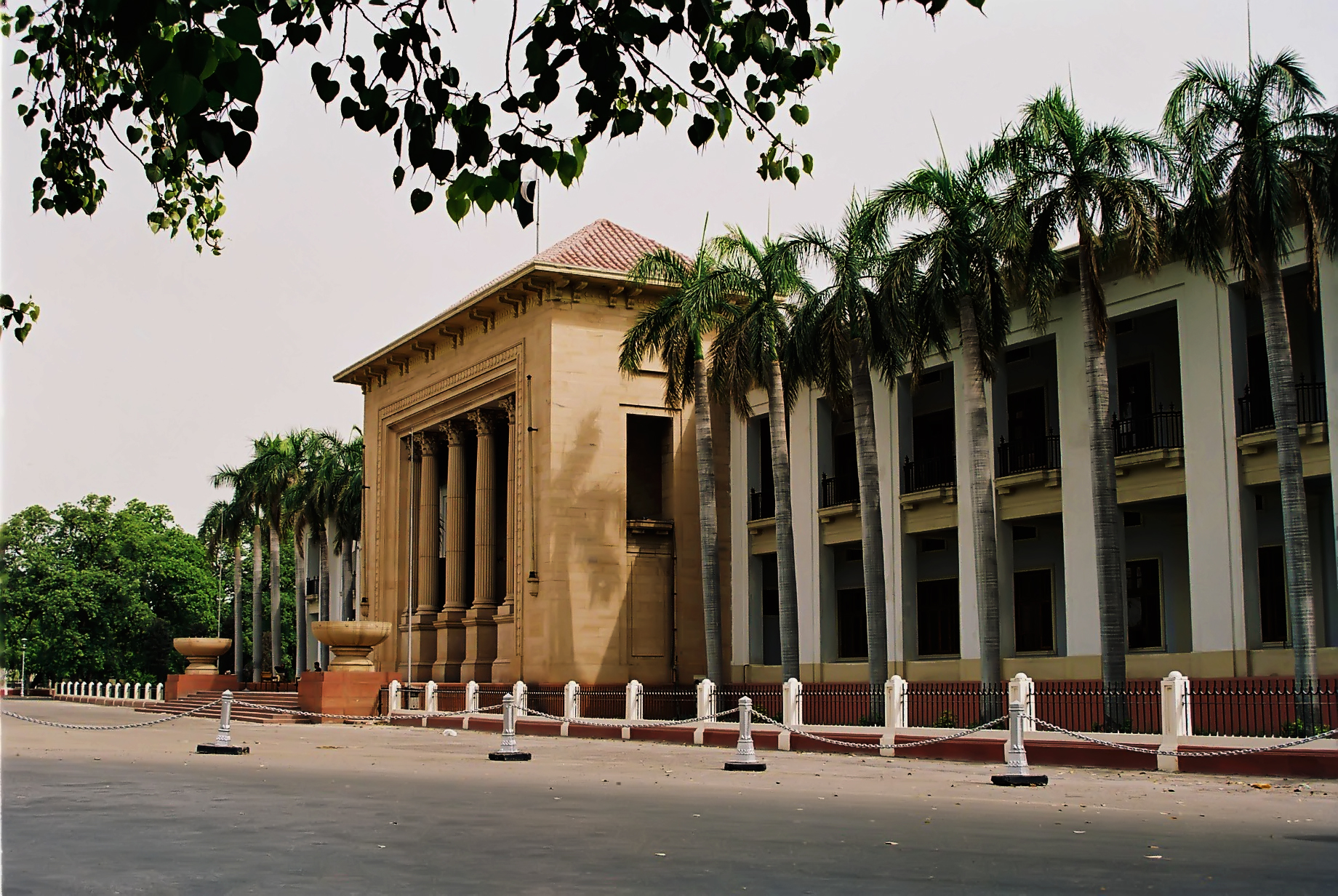
Siège de l'Assemblée provinciale à Lahore.

L'Assemblée provinciale du Pendjab est composée de 371 sièges pourvus pour cinq ans dont 297 au scrutin uninominal majoritaire à un tour. Ces membres élus au scrutin direct élisent à leur tour 66 sièges réservés à des femmes et 8 sièges réservés à des minorités religieuses non-musulmanes. Ces sièges sont répartis à la proportionnelle entre tous les partis ayant remporté un minimum de 5 % des voix au scrutin direct, mais répartis en proportion du nombre de sièges déjà obtenus et non en proportion des voix, de manière à laisser inchangé le résultat du vote populaire,.

## Résultats
|                           |                                                      |            |       |      |        |          |          |        |               |  |
| Partis                    | Partis                                               | Votes      | %     | +/-  | Sièges | Sièges   | Sièges   | Sièges | Sièges        |  |
| Partis                    | Partis                                               | Votes      | %     | +/-  | Élus   | Réservés | Réservés | Total  | +/-           |  |
| Partis                    | Partis                                               | Votes      | %     | +/-  | Élus   | Fem.     | Min.     | Total  | +/-           |  |
|                           | Indépendants (Mouvement du Pakistan pour la justice) | 12 183 610 | 34,00 | 0,28 | 103    | 0        | 0        | 103    | 100           |  |
|                           | Ligue musulmane du Pakistan (N) (PML(N))             | 11 487 876 | 32,05 | 0,62 | 139    | 57       | 7        | 203    | 40            |  |
|                           | Tehreek-e-Labbaik Pakistan (TLP)                     | 2 449 844  | 6,84  | 1,12 | 1      | 0        | 0        | 1      | 1             |  |
|                           | Parti du peuple pakistanais (PPPP)                   | 1 981 025  | 5,53  | 0,15 | 10     | 4        | 1        | 15     | 8             |  |
|                           | Istehkam-e-Pakistan Party (IPP)                      | 564 082    | 1,64  | Nv   | 1      | 1        | 0        | 2      | 2             |  |
|                           | Jamaat-e-Islami (JI)                                 | 541 049    | 1,51  | N/a  | 0      | 0        | 0        | 0      | en stagnation |  |
|                           | Ligue musulmane du Pakistan (Q) (PML)                | 412 972    | 1,15  | 0,04 | 8      | 3        | 0        | 11     | 2             |  |
|                           | Pakistan Rah-e-Haq Party                             | 215 034    | 0,60  |      | 0      | 0        | 0        | 0      | en stagnation |  |
|                           | Jamiat Ulema-e-Islam (JUI-F)                         | 174 243    | 0,49  | N/a  | 0      | 0        | 0        | 0      | en stagnation |  |
|                           | Ligue musulmane du Pakistan (Z) (PML(Z))             | 109 570    | 0,31  |      | 1      | 0        | 0        | 1      | 1             |  |
|                           | Grande alliance démocratique (GDA)                   |            |       |      | 0      | 0        | 0        | 0      | en stagnation |  |
|                           | Parti national Awami (ANP)                           |            |       |      | 0      | 0        | 0        | 0      | en stagnation |  |
|                           | Mouvement Muttahida Qaumi (MQM)                      |            |       |      | 0      | 0        | 0        | 0      | en stagnation |  |
|                           | Parti baloutche Awami (BAP)                          |            |       |      | 0      | 0        | 0        | 0      | en stagnation |  |
|                           | Parti national baloutche (BNP)                       |            |       |      | 0      | 0        | 0        | 0      | en stagnation |  |
|                           | Ligue musulmane Awami du Pakistan                    |            |       |      | 0      | 0        | 0        | 0      | en stagnation |  |
|                           | Jamhoori Wattan (JWP)                                |            |       |      | 0      | 0        | 0        | 0      | en stagnation |  |
|                           | Autres Indépendants                                  | 5 472 237  | 15,27 | 3,30 | 8      | 0        | 0        | 23     | 7             |  |
|                           | Autres partis                                        |            |       | –    |        |          |          |        | –             |  |
|                           | Sièges non pourvus                                   | –          | –     | –    | 1      | 1        | 0        | 2      | –             |  |
|                           |                                                      |            |       |      |        |          |          |        |               |  |
| Votes valides             |                                                      |            |       |      |        |          |          |        |               |  |
| Votes blancs et invalides |                                                      |            |       |      |        |          |          |        |               |  |
| Total                     | Total                                                |            | 100   | –    | 297    | 66       | 8        | 371    | en stagnation |  |
| Abstention                |                                                      |            |       |      |        |          |          |        |               |  |
| Inscrits / participation  | Inscrits / participation                             | 73 207 896 |       |      |        |          |          |        |               |  |

## Suites

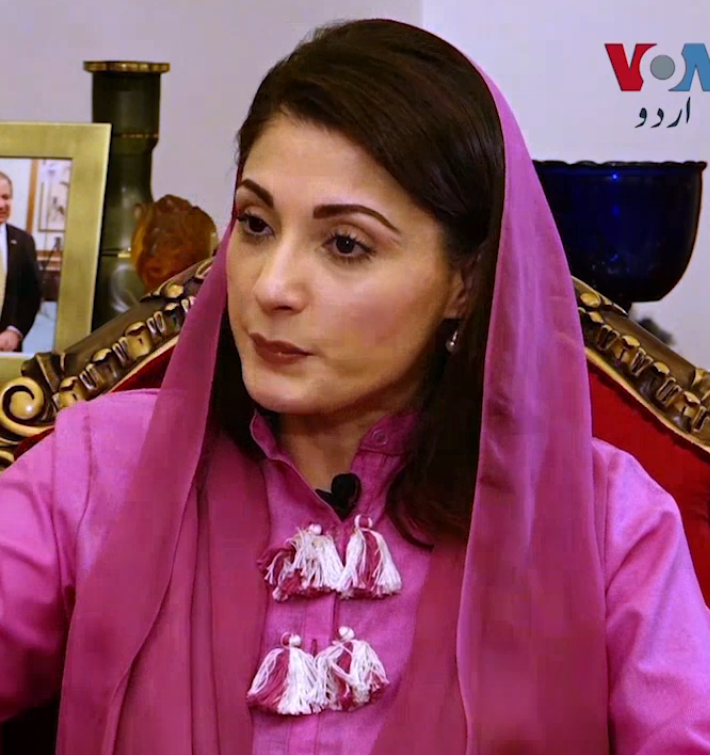
Maryam Nawaz Sharif

Dix-sept indépendants, dont un membre du PTI, on rejoint la PML(N). Le 19 février, un nouvel indépendant rejoint la PML(N),,. Trois autres indépendants ont rejoint l'IPP.
Le 13 février, le chef de la PML(N) Nawaz Sharif choisit la candidature de sa fille Maryam Nawaz Sharif pour le poste de ministre en chef. De son côté, Imran Khan annonce l'alliance du PTI avec Majlis Wahdat-e-Muslimeen. Le 15 février, il choisit la candidature de Mian Aslam Iqbal pour le poste de ministre en chef. Le 16 février, il choisit de siéger dans l'opposition.
Les députés du PTI rejoignent les rangs du Sunni Ittehad Council. La commission électorale a confirmé la possibilité d'obtenir ces sièges, puisque le parti n'a pas présenté de liste pour les sièges réservés, bien que ça n'ait jamais eu lieu par le passé malgré les ralliements. Le doute subsiste puisque le parti n'a pas participé au scrutin. Le 4 mars, arguant que le parti n'a pas présenté de candidat lors du scrutin, ni publié la liste des candidats aux sièges réservés en décembre 2023, la commission électorale rejette la demande du SIC d'obtenir les sièges réservés et décide de les accorder aux autres partis. Les députés désignés prennent leurs fonctions le 8 mars.
L'Assemblée est inaugurée le 23 février. Le 24 février, Malik Ahmed Khan est élu président, et Malik Zaheer Iqbal Channar vice-président. Le 26 février, après avoir été élue, Maryam Nawaz Sharif devient ainsi la première femme dirigeant un gouvernement provincial dans le pays.